# جزر الحسيمة
جزر الحسيمة (بالإسبانية: Islas Alhucemas) هي أرخبيل مكون من ثلاث جزر صغيرة إسبانية في غربي البحر الأبيض المتوسط.
تبلغ مساحة جزر الحسيمة 0,046 كم².

## الموقع
الجزر الثلاث هي:
| الاسم          | الاسم بالإسباني    | المساحة   |
| -------------- | ------------------ | --------- |
| جزيرة لا تييرا | Isla de Tierra     | 0,017 كم² |
| صخرة الحسيمة   | Peñón de Alhucemas | 0,015 كم² |
| جزيرة مار      | Isla de Mar        | 0,014 كم² |

## صور

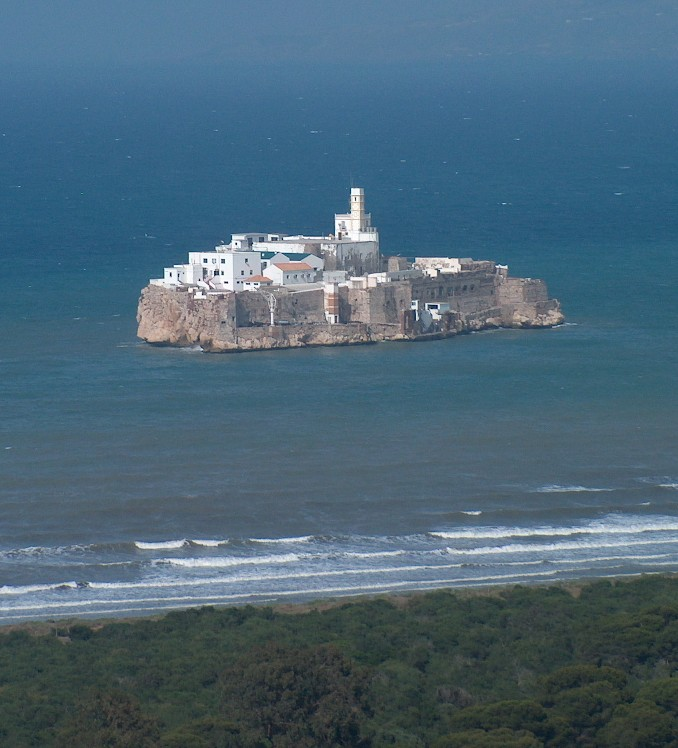
صخرة الحسيمة